# Rock sauté
Le rock sauté correspond au rock acrobatique sans les acrobaties (le pas de base est identique, d'ailleurs appelé pas de base sauté). En France, cette danse est chorégraphiée (pas d'improvisation sur la musique) et régie par l'Association française de danses acrobatiques.

## Danse à part
Le rock sauté est une discipline créée avant tout pour les jeunes enfants (jusqu'à 14 ans ou plus) en pleine croissance, dont la capacité musculaire n'est pas assez développée pour supporter les acrobaties.
Le rock sauté correspond au rock acrobatique sans les acrobaties (le pas de base est identique, d'ailleurs appelé pas de base sauté). En France, cette danse est chorégraphiée (pas d'improvisation sur la musique) et régie par l'Association française de danses acrobatiques. C'est une danse sportive, qui fait travailler le cardio, la souplesse et l'ensemble des muscles du corps. Les pieds, les jambes et les abdos des danseurs sont les plus sollicités dû au sauté du pas de base.
Le rock sauté est géré par la Fédération française de la danse. Des règles très strictes y sont imposées lors de compétitions.
Il y a les catégories loisirs et les catégories compétitions.
Les formations sont prises en compte pour les compétitions mondiales inter-pays.

## Dans le rock acrobatique
Le passage en compétition du rock acrobatique se fait en deux temps :
- passage sans acrobaties, qui correspond au rock sauté ;
- passage avec acrobaties.